# Stadio Maurice Dufrasne
Lo  Stadio Maurice Dufrasne, noto anche come Stade de Sclessin dal nome del quartiere in cui sorge, è uno stadio di calcio che si trova a Liegi, in Belgio con una capienza di 30 023 posti, risultando in tal modo il secondo più capiente del paese dopo lo Stadio Re Baldovino di Bruxelles.
Fu inaugurato nel 1909 ed è intitolato al quinto presidente dello Standard Liegi, Maurice Dufrasne, in carica dal 1909 al 1931. È noto informalmente come chaudron de Sclessin (catino di Sclessin). Sorge nei pressi del fiume Mosa, non lontano dall'insediamento industriale ArcelorMittal. Nel 1972 ospitò la finale per il terzo posto del campionato d'Europa 1972, vinta dal Belgio contro l'Ungheria. Fu ristrutturato e modernizzato nel 1999 per ospitare il campionato europeo di calcio 2000, organizzato congiuntamente da Belgio e Paesi Bassi. Per l'occasione, l'impianto è stato sede di tre incontri della rassegna continentale.
Ospita le partite casalinghe dello Standard Liegi.

## Storia
Lo stadio aprì i battenti nel 1909 e nel 1910 furono costruiti gli spogliatoi. Lo Standard Liegi acquistò il terreno nel 1923 e poco dopo avviò la costruzione di nuove tribune. Alla fine degli anni '20 lo stadio poteva contenere circa 24 000 spettatori. Altre migliorie firono apportate nel 1939, quando fu costruita una nuova tribuna da 20 000 spettatori. Nel 1950 furono aggiunti i seggiolini.
Negli anni '70 l'impianto raggiunse la propria massima capienza, pari a 43 000 spettatori.
In vista del campionato d'Europa 1972, ospitato dal Belgio, fu sede della finale per il terzo posto, vinta dal Belgio per 2-1 sull'Ungheria di fronte a 9 000 spettatori.
Nel 1985 lo Sclessin fu dotato di una nuova tribuna principale e nel 1992 fu costruita anche la tribuna opposta. Nel 1999 lo stadio fu ammodernato per ospitare tre incontri della fase a gironi del campionato d'Europa 2000.

## Struttura dello stadio
Lo stadio dispone di 30 023 posti a sedere, così suddivisi:
- Tribune I (9 033 posti)
- Tribune II (7 336 posti)
- Tribune III (6 887 posti)
- Tribune IV (6 767 posti)

La capienza effettiva è spesso ridotta a 27 670 posti, il che pone l'impianto al terzo posto tra gli stadi belgi, dietro allo Stadio Re Baldovino di Bruxelles e allo Stadio Jan Breydel di Bruges (29 042 posti).

## Partite del campionato europeo di calcio 1972
- Belgio -   Ungheria 2-1 (finale per il terzo posto, 12 giugno)

## Partite del campionato europeo di calcio 2000
- Germania -   Romania 1-1 (Gruppo A, 12 giugno)
- Norvegia - Jugoslavia 0-1 (Gruppo C, 18 giugno)
- Danimarca -  Rep. Ceca 0-2 (Gruppo C, 21 giugno)